# Klaas Breebaart (1808-1899)
Klaas Breebaart (Wervershoof, 27 oktober 1808 – Winkel, 22 maart 1899) was een Nederlandse kastelein, landbouwer, aannemer en opzichter van polderwerken, dijkgraaf en lid van Provinciale Staten van Noord-Holland.

## Leven en werk
Breebaart werd in 1808 geboren als zoon van de schilder Jan Breebaart en van Geertje de Vries. Bij zijn huwelijk in 1830 was hij broodbakkersknecht. Daarna was hij kastelein en landbouwer. In de veertiger jaren van de 19e eeuw was hij als aannemer actief betrokken bij de inpoldering van de Waard- en Groetpolder. Van deze polder zou hij ook opzichter worden. Na zijn verhuizing naar deze polder werd hij benoemd tot heemraad en in 1859 tot dijkgraaf. Zijn zoon, het Eerste Kamerlid Jan Breebaart, volgde hem in 1895 op als dijkgraaf. Zelf bleef hij tot zijn overlijden hoofdingeland. Breebaart was van 1869 tot 1898 lid van Provinciale Staten van Noord-Holland.
Breebaart trouwde in 1830 met Dieuwertje Hoorns. Hij overleed in maart 1899 op 90-jarige leeftijd in zijn woonplaats Winkel.

## Johannes Kerkhovenpolder
In 1878 werd hij benoemd tot bestuurder van de Johannes Kerkhovenpolder. Deze polder bij de Dollard in de provincie Groningen was in de jaren ervoor  ingepolderd. Na zijn overlijden zou zijn zoon Jan hem ook hier opvolgen.
In 1979 werd het laatste stuk Dollard ingepolderd. Deze polder, ten noordoosten van de Johannes Kerkhovenpolder, werd naar Breebaart genoemd en kreeg de naam Breebaartpolder. Sinds 1991 is de polder in het bezit van het Groninger Landschap en is vanaf die tijd omgevormd tot een natuurgebied.